# Mrozy Małe
Mrozy Małe [pronunciación en polaco: /ˈmrɔzɨ ˈmawɛ/] (en alemán: Klein Mrosen) es un pueblo ubicado en el distrito administrativo de Gmina Ełk, dentro del Distrito de Ełk, Voivodato de Varmia y Masuria, en Polonia del norte. Se encuentra aproximadamente a 6 kilómetros al este de Ełk y a 128 kilómetros al este de la capital regional Olsztyn.
Antes de 1945, el área fue parte de Alemania (Prusia Oriental).